# Memorial Day

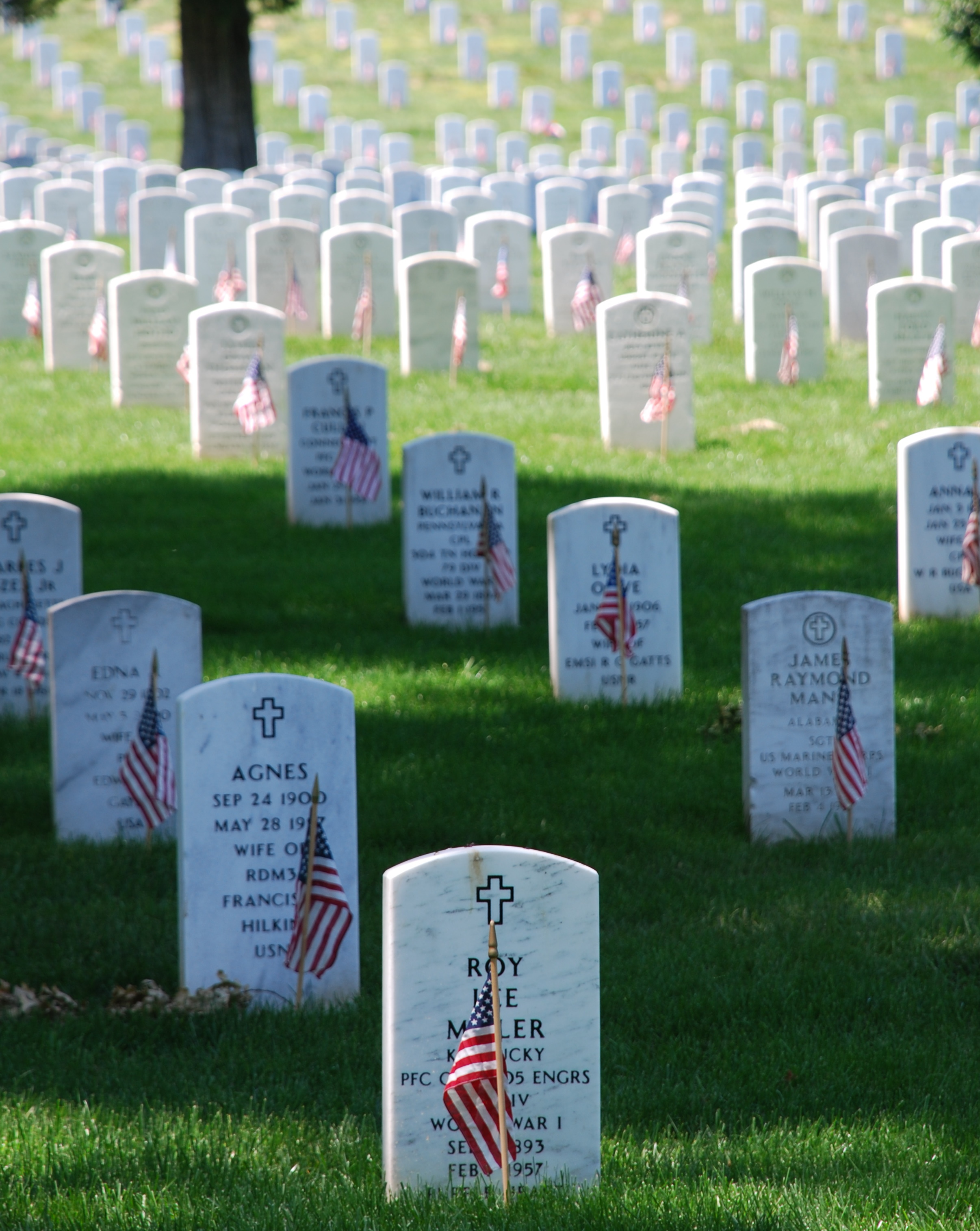
Memorial Day auf dem Arlington National Cemetery in Virginia

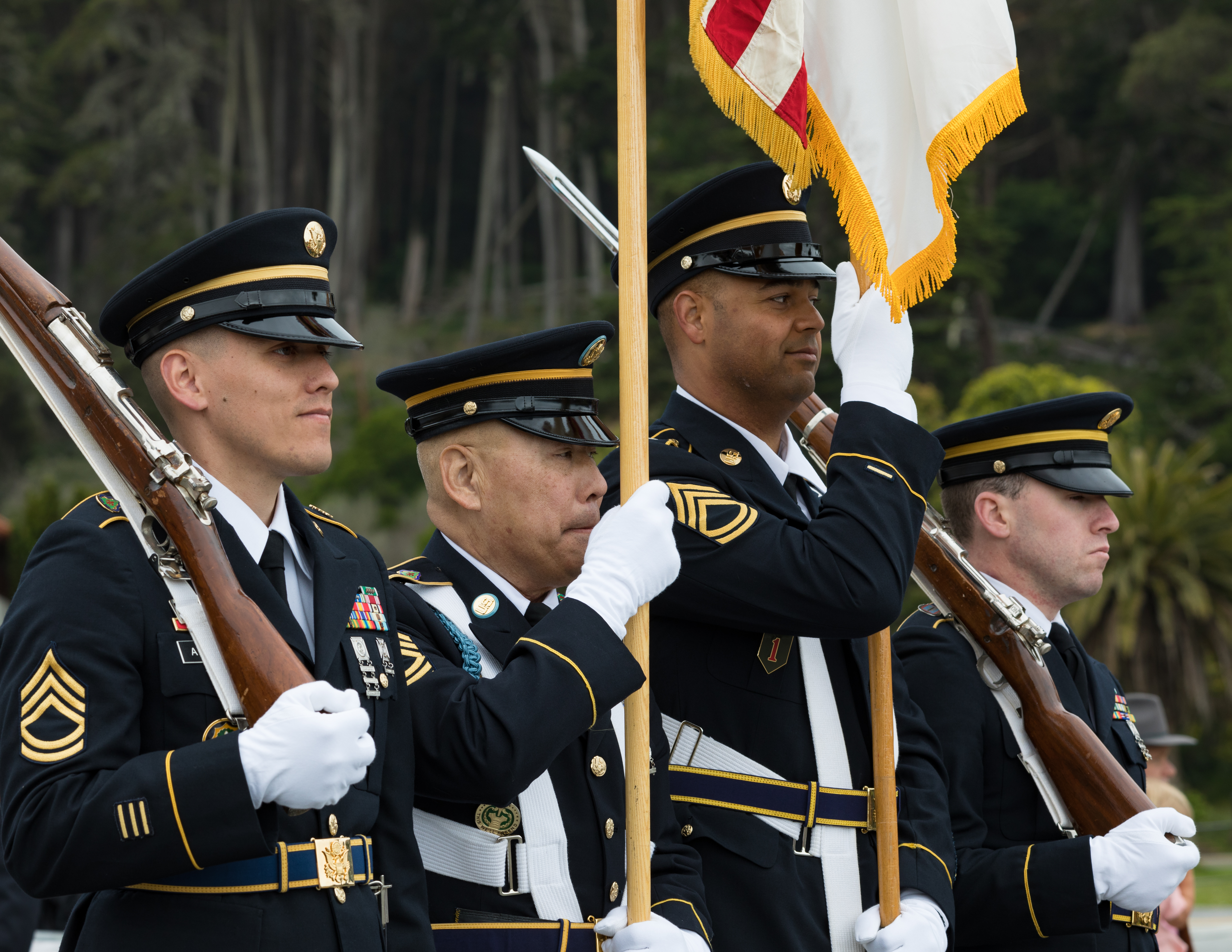
Memorial Day-Parade 2019 im Presidio von San Francisco

Der Memorial Day (übersetzt Gedenktag) ist ein US-amerikanischer Feiertag, der jedes Jahr am letzten Montag im Mai zu Ehren der im Krieg für das Vaterland Gefallenen begangen wird.
Der Memorial Day geht auf den Amerikanischen Bürgerkrieg zurück, der hauptsächlich in den Südstaaten ausgetragen und dessen dort ab 1865 gedacht wurde. 1868 rief General John A. Logan den 30. Mai zum Gedenktag aus, damals als „Decoration Day“. 1882 wurde der Memorial Day offiziell zum Feiertag erklärt. Ursprünglich wurde der toten Soldaten des Bürgerkriegs gedacht; nach dem Ersten Weltkrieg wurden alle amerikanischen Kriegsgefallenen einbezogen. 1971 verlegte Nixons Uniform Monday Holiday Act den Memorial Day auf den letzten Montag im Mai, um ein verlängertes Wochenende zu erzielen.
Traditionell werden an diesem Tag Soldatenfriedhöfe und Gedenkstätten besucht. Die US-Flagge wird bis Mittag auf halbmast gesetzt. Ehrenamtliche Helfer schmücken sämtliche Gräber auf den Nationalfriedhöfen mit kleinen Flaggen.
Der Tag markiert auch den Beginn der Sommersaison. Ein Picknick in einem Park oder der Besuch eines Freibads ist auch eine Art, den Tag zu begehen. Das Autorennen Indianapolis 500 findet fast immer am Memorial-Day-Wochenende statt, auch eröffnen viele Freibäder dann die Badesaison. Das Hotel- und Gastgewerbe in Regionen mit Haupt- und Nebensaison erhöht häufig ab dem Memorial Day die Übernachtungspreise, während die Schulferien in der Regel erst eine oder zwei Wochen später beginnen.
Der Memorial Day für die Gefallenen wird ergänzt durch den „Armed Forces Day“ am dritten Samstag im Mai für die Streitkräfte allgemein sowie den „Veterans Day“ am 11. November zur Ehrung aller Veteranen des US-Militärs.